# Alfred Stückelberger
Alfred Stückelberger (* 20. Januar 1935 in Seuzach) ist ein Schweizer Altphilologe. Er ist emeritierter Honorarprofessor der Universität Bern und Leiter der Ptolemaios-Forschungsstelle.

## Leben
Stückelberger studierte von 1954 bis 1961 Klassische Philologie an den Universitäten Basel und Kiel. 1961 wurde er in Basel mit der Dissertation «Senecas 88. Brief über Wert und Unwert der Freien Künste» promoviert (veröffentlicht 1965 in Heidelberg). Anschliessend arbeitete er als Lehrer am Gymnasium in Bern-Kirchenfeld. 1977 wurde er Lehrbeauftragter für Klassische Philologie an der Universität Bern. Nach der Habilitation 1982 wurde er 1988 zum Honorarprofessor ernannt. 2000 wurde er emeritiert.
Stückelberger beschäftigt sich mit der antiken Atomistik, mit antiker Naturwissenschaft und mit wissenschaftlichen Buch-Illustrationen der Antike.

## Publikationen
- Senecas 88. Brief: Über Wert und Unwert der freien Künste. Text, Übersetzung, Kommentar (= Bibliothek der klassischen Altertumswissenschaften. Neue Folge, Reihe 2). Carl Winter, Heidelberg 1965.
- Vestigia Democritea. Die Rezeption der Lehre von den Atomen in der antiken Naturwissenschaft und Medizin (= Schweizerische Beiträge zur Altertumswissenschaft. Heft 17). F. Reinhardt, Basel 1984, ISBN 3-7245-0555-8.
- Einführung in die antiken Naturwissenschaften. Wissenschaftliche Buchgesellschaft, Darmstadt 1988, ISBN 3-534-06315-5.
- Bild und Wort. Das illustrierte Fachbuch in der antiken Naturwissenschaft, Medizin und Technik (= Kulturgeschichte der antiken Welt. Band 62). Philipp von Zabern, Mainz 1994, ISBN 3-8053-1698-4.
- als Herausgeber mit Gerd Graßhoff: Ptolemaios, Handbuch der Geographie (Griechisch-Deutsch). 2 Halbbände mit CD-ROM, Schwabe, Basel 2006, ISBN 3-7965-2148-7.
- als Herausgeber mit Florian Mittenhuber: Ptolemaios, Handbuch der Geographie. Ergänzungsband mit einer Edition des Kanons bedeutender Städte. Schwabe, Basel 2009, ISBN 978-3-7965-2581-0.